# Zamach w Bagdadzie (3 lipca 2016)
Zamach w Bagdadzie – atak terrorystyczny, który miał miejsce 3 lipca 2016 w Bagdadzie w Iraku. W zamachu zginęły 292 osoby, a ponad 225 zostało rannych.

## Zamach
Do zamachu doszło w Karradzie, dzielnicy Bagdadu, w godzinach porannych 3 lipca 2016. Ciężarówka wypełniona materiałami wybuchowymi eksplodowała w okolicy centrum handlowego. Po wybuchu pobliskie budynki (włącznie z centrum handlowym) zostały zniszczone a znajdujące się na ulicy samochody stanęły w płomieniach. Do zamachu przyznało się Państwo Islamskie.
Iracki rząd ogłosił trzydniową żałobę narodową.